# Jonas Busam
Pour la langue bantoïde parlée dans la région du Nord-Ouest au Cameroun, voir Busam.
Jonas Busam est un footballeur allemand, né le 3 mai 1998, évoluant au poste de arrière droit au SC Fribourg.

## Biographie

### En équipe nationale
Avec les moins de 17 ans, il participe au championnat d'Europe des moins de 17 ans en 2015. Lors de cette compétition, il joue six matchs. L'Allemagne s'incline en finale face à l'équipe de France. 
Quelques mois plus tard, il participe à la Coupe du monde des moins de 17 ans organisée au Chili. Lors de cette compétition, il ne joue que deux matchs, contre l'Australie et le Mexique. L'Allemagne s'incline en huitièmes de finale face à la Croatie.
Il dispute ensuite avec les moins de 19 ans le championnat d'Europe des moins de 19 ans en 2017. Il joue trois matchs lors de ce tournoi, qui voit l'Allemagne ne pas passer le premier tour.

## Palmarès
- Finaliste du championnat d'Europe des moins de 17 ans en 2015 avec l'équipe d'Allemagne des moins de 17 ans